# Jean Vanier
Jean Vanier (Genebra, 10 de setembro de 1928 - Canadá, 7 de maio de 2019) foi um filósofo, teólogo e humanitário canadiano. Foi o fundador de L'Arche em 1964, uma federação internacional de comunidades espalhadas por 35 países, dedicada a pessoas com deficiências de desenvolvimento e às pessoas que as assistem. Em 1971, co-fundou Fé e Luz, com Marie-Hélène Mathieu, que trabalha com pessoas com as mesmas deficiências, as suas famílias e amigos, em mais de 80 países. Continuou a viver como membro da comunidade original de L'Arche, em Trosly-Breuil, França.
Foi autor de mais de 30 livros sobre os temas da religião, deficiência, normalidade, sucesso e tolerância. Recebeu vários prémios internacionais, incluindo o Prémio Templeton, em 2015.
Faleceu no Canadá, no dia 7 de maio de 2019, aos 90 anos de idade.